# La foresta dei pigmei
La Foresta dei Pigmei è un libro di Isabel Allende.

## Trama
La comitiva già protagonista dei due precedenti romanzi di Allende (La città delle bestie e Il regno del drago d'oro) è impegnata in un reportage sui safari in groppa agli elefanti in Africa.
Dopo un safari nel Continente Nero, a Nadia ed Alexander viene predetto da un'indovina un pericolo rappresentato da un orribile essere a tre teste. Al momento della partenza i membri della spedizione dell'International Geographic, tranne la pilota dell'aereo, decidono di aiutare Fratel Fernando, un missionario cattolico che è incaricato di trovare due suoi compagni scomparsi presumibilmente nel villaggio di Ngoubè. Per giungere al villaggio africano i viaggiatori si affidano ad una bella e coraggiosa pilota dal carattere forte e deciso, Angie Ninderera. Dopo un atterraggio di fortuna nella foresta pluviale il gruppo incontra i pigmei, con i quali si alleano per combattere. Giunti a Ngoubè i nostri devono fare i conti con il regime dittatoriale imposto dal re Kosongo, dal generale Mbembelé, e dallo stregone Sombe. Dopo un'epica battaglia alla quale partecipano molti dei personaggi incontrati negli altri libri come il monaco Tensing e lo sciamano Walimai, e dove tutti ricorrono ai loro più nascosti poteri, si scopre che il mostro a tre teste non era altro che il generale Mbembelé, che in occultate vesti faceva le veci del re e dello stregone.

## Edizioni
- Isabel Allende, La Foresta dei Pigmei, traduzione di Elena Liverani, collana Universale Economica, Feltrinelli,  p. 188.